# Elcira Olivera Garcés
Elcira Olivera Garcés (Mendoza, 22 d'octubre de 1924 - Buenos Aires, 12 d'abril de 2016) va ser una actriu argentina.

## Carrera
Va iniciar la seva carrera en la ràdio, on es va destacar per la seva veu i va participar de radioteatres com La sangre también perdona. Va passar al cinema el 1951, iniciant-se en La pícara cenicienta (de Francisco Mujica). Després de diversos papers menors, va co-protagonitzar El ángel de España. Va participar en 18 pel·lícules, entre elles La Tigra,
De noche también se duerme,
Enigma de mujer,
Todo el año es Navidad, i
Juan Moreira, entre d'altres.
Va acompanyar a Tita Merello en dues pel·lícules, Los evadidos i Los hipócritas.
També va ser figura de la televisió, participant en cicles com
Tu triste mentira de amor,
Ese que siempre está solo,
Papá Corazón,
Llena de amor,
El Rafa,
Las 24 horas,
Un amor como ninguno (Alta comedia) entre d'altres. També va co-protagonitzar el cicle Hermoso mentiroso, al costat de Guillermo Bredeston, Jorge Barreiro, Cristina Alberó, Rafael Rossi, i un gran elenc de convidats setmanals.
Després de 20 anys d'absència al cinema, va tenir un petit paper en El faro i en 2001 realitza la seva última intervenció cinematogràfica fins avui en Tobi y el libro mágico, de Jorge Zuhair Jury. En els seus últims anys va aparèixer esporàdicament en televisió. També va treballar en teatre.
Va estar casada amb Abel Santa Cruz, que va ser guionista de diversos cicles televisius on ella va participar. Era germana de l'escriptora Laura Favio i tia del cantautor, actor i cineasta Leonardo Favio (1938-2012) ―qui la va dirigir en dos pel·lícules―, del cineasta Zuhair Jury (1935-) i de l'actriu Liliana Benard (1949-). Va tenir un únic fill que va morir en 2015.
Va escriure diversos llibres:
- Hasta el amor se cansa (poemari)
- El dueño de las llaves (poemari)[3]
- Paseando por mi sangre (poemari), i
- San Marcos Sierra (relats).

## Filmografia[calcitació]
- 1951: La pícara cenicienta
- 1954: La Tigra
- 1954: Los ojos llenos de amor
- 1956: De noche también se duerme
- 1956: Enigma de mujer
- 1958: Hay que bañar al nene
- 1958: El ángel de España
- 1960: Todo el año es Navidad
- 1964: Los evadidos
- 1964: Crónica de un niño solo
- 1965: Los hipócritas
- 1966: Días calientes
- 1973: Juan Moreira
- 1974: Papá Corazón se quiere casar
- 1975: Nazareno Cruz y el Lobo
- 1978: El fantástico mundo de la María Montiel
- 1998: El faro
- 2001: Tobi y el libro mágico